# Mostek
Mostek（モステク、またはモステック）は、テキサス・インスツルメンツ社の元従業員が1969年に設立した半導体企業。同業他社のモステクノロジー（6502などが知られる）とは無関係である。Mostek はロジックIC、メモリIC、マイクロプロセッサを製造していた。

## 初期の電卓用チップ事業
Mostekの最初の契約はバロース社とのもので、回路設計を400USドルで請け負った。
最初の製品は新たに建設したNMOS半導体工場で製造した単純なシフター回路IC MK1001である。
次いで 1K DRAM MK4006 を製造する。
Mostek は、イオン注入法を Sprague Electric 社と協同開発していた。イオン注入法は集積回路の電力消費を低減すると共に電源供給回路を簡略化できる技術である（従来、+5V、+12V、-5Vの電圧供給が必要だったが、イオン注入法を使えば +5Vだけでよい）。
このため MK4006 はコンピュータで使用する際にコストを抑えることができ、その結果、ベストセラーになった。
1970年、日本の電卓メーカービジコン社は、インテルとMostekに新しい電卓の開発への協力を打診した。
インテルの方が素早く動いてIntel 4004を開発し、それが卓上計算機に使われた。Mostekは開発に時間がかかったが、必要な回路をワンチップ化することに成功し、MK6010を完成させた。ビジコンはそれを持ち運び可能な電卓 Handy LE-120 に使用した。当時としては世界最小の電卓であった。同じくヒューレット・パッカードもMostekのチップを使い、HP-35を作っている。

## DRAM事業
Mostek創設者の一人 Robert Proebsting は、DRAMのアドレス・マルチプレクス方式を発明し、それを応用して1973年に 4096×1ビット構成のDRAM MK4096を開発した。アドレス・マルチプレクス方式によって22ピンから16ピンにピン数を減らすことができた（訳注: アドレス・マルチプレクス方式とは、アドレスを時間差で何回かに分けて受付け、内部でつなぎ合わせる方式。アドレスを受け付けるためのピン数を減らすことができる）。
ピン数はコンピュータ全体のコストに大きく影響する。
そのためMostekの新製品はコンピュータシステムのコストを大幅に低減することになったのである。当時、業界ではどちらの手法が使いやすいかで議論になったが、市場は確実に16ピンの方に動いていった。いずれにしても、64KビットRAMが出てくれば、アドレス・マルチプレクス方式を使わなければピン数が増えすぎてどうにもならなかっただろう。
1974年、MostekはNチャネルとPチャネルのデバイスを集積できる設備を作り、CMOS型集積回路を作れるようになった。これによりNMOSよりもさらに電力消費が抑えられチップサイズを抑えられる。同時に全ての電圧を +5V だけにすることができたのである。
1976年、Mostekは新たなPOLY-IIプロセスを開発し、MK4027（MK4096の改良）と、新たな16Kb DRAM MK4116をリリースした。それから1970年代の終わりまで、MostekはDRAM市場のリーダーであった。一時期にはMostekは世界のDRAMの 85% を製造していた。しかし、日本からの対抗勢力が1970年代終盤に伸びてきて、1980年代に入ると逆転されてしまった。

## マイクロプロセッサのセカンドソースとして

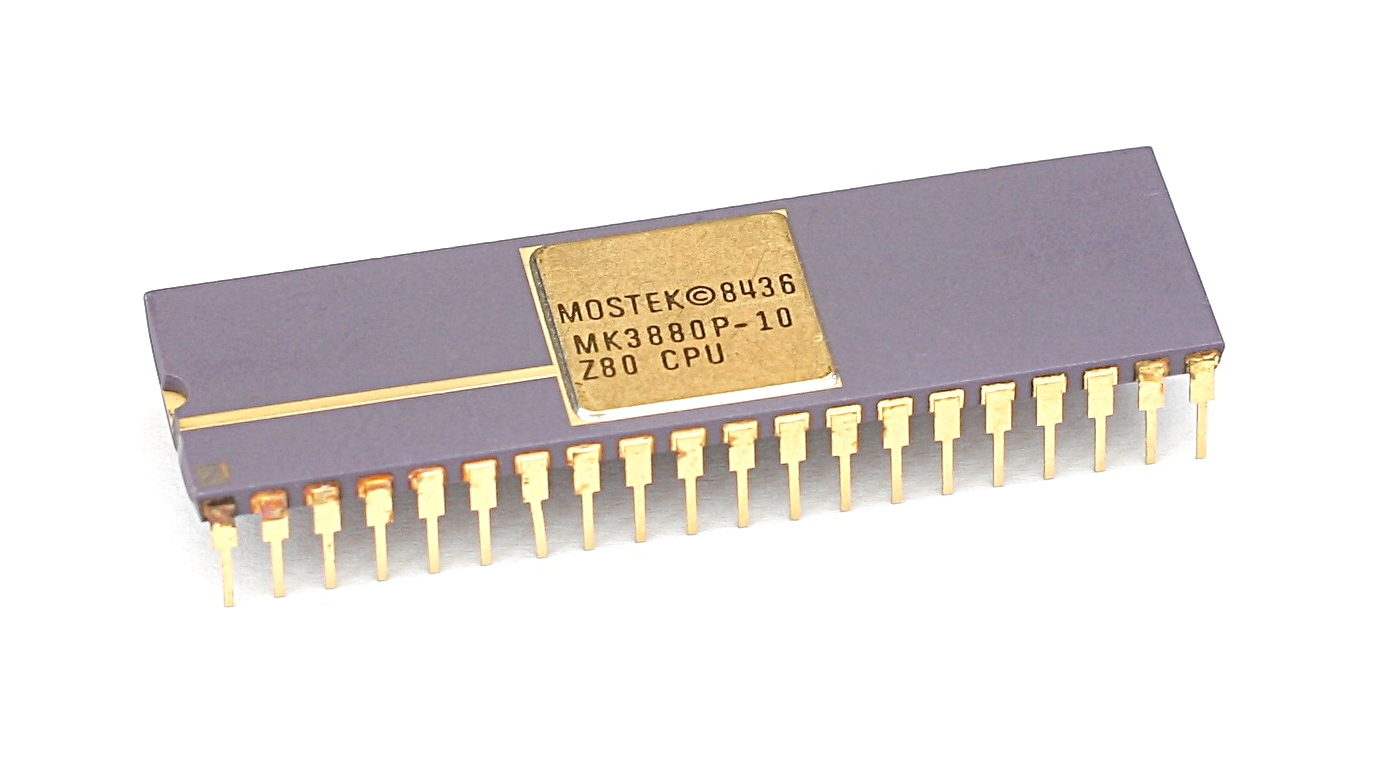
Mostek MK3880P(Z80互換)

Mostekは1970年代にはよく知られた半導体工場となっていた。たとえば、フェアチャイルドのF8プロセッサを構成するふたつのチップ（3850 と 3851）をひとつのチップにした Mostek 3870 を1977年に製造した。フェアチャイルドは後に3870のライセンスをMostekから供給された。また、要求に応じてROMも作り、電子オルガン用のチップも製造した。
Mostekはまた、ザイログが工場を持っていなかった時期、ザイログの工場でもあった。Z80 もその周辺チップも、ザイログが自前の工場を建設するまでMostekが製造していた。
Z80は最も人気のあるマイクロプロセッサとなり、組み込みシステムからCP/Mを使ったコンピュータまで使われた。
その後、Mostekは Z80 から Intel 8086 のチップセットの製造、さらにモトローラ68000ファミリとVME関連へと主軸を移していった。
Mostekは1979年に Poly 5 プロセスを導入した。これは最初の完全注入式プロセスであり、ウェハーの各層を全てイオン注入機で製造する。このための5番目の工場が建設された。

## 衰退
Mostekは、1980年に Sprague から敵対的買収を仕掛けられ、防衛のためユナイテッド・テクノロジーズに買収された。ユナイテッド・テクノロジーズは、1980年代初めのアタリショックや日本勢との価格競争の中でなんとかMostekを維持し続けたが抗しきれず、1985年に7100万ドルで Thomson Semiconductor に Mostek を売却した。
Thomson は財務体質改善のために従業員の80%を解雇した。しかし結局、翌年 SGS-ATES に吸収合併され、STマイクロエレクトロニクス (STM) と改称した。このころ、Mostekの製品はすでに競争力がなかったが、DRAM関連の特許が有効であることに気づいたSTMは、特許使用料を獲得するための一連の訴訟を起こした。1987年から1993年の間にSTMは、4億5千万ドルを特許ライセンス料として得ている。

## スピンオフ
1988年にサイリックス (Cyrix) を設立した Jerry Rogers は、Mostekがx86を製造する権利を有していることに目をつけた。
インテルは訴訟を起こしてその権利を停止しようとした。法廷闘争の果てにインテルは 80586 の名前を Pentium に変更し、その結果、（x86に関する）契約は終わった。